# Phygadeuon tenuiscapus
Phygadeuon tenuiscapus là một loài tò vò trong họ Ichneumonidae.